# Lanificio Fratelli Cerruti
Il Lanificio Fratelli Cerruti dal 1881 è un'azienda italiana di moda e abbigliamento, con sede a Biella, che produce tessuti pregiati per l’alta sartoria. Fondata nel 1881 da Antonio Cerruti insieme ai suoi due fratelli e a un cugino, da allora è amministrata dalla famiglia Cerruti.

## Storia

### Le origini (1881 – 1940)
Il nome della famiglia Cerruti, fin dal Settecento, compare negli elenchi comunali di Biella sotto la voce “Arti et Negotij”, con la quale si identificavano i fabbricanti e i produttori di stoffe, attività storicamente tipica del territorio biellese. Dal XVIII secolo fino al 1881 diverse generazioni della famiglia lavorano presso numerose fabbriche della zona come esperti tessitori. Grazie a questa tradizione viene accumulata l’esperienza e il capitale economico necessario all’avvio di una propria attività tessile.
Nel 1881 Antonio Cerruti, insieme a due fratelli e a un cugino, fonda l’azienda, stabilendone la sede a Biella, sulle sponde del torrente Cervo – posizione strategica in quanto la lavorazione tessile necessita di grandi quantità di acqua. Quella del torrente è poi un’acqua particolarmente dolce, povera di minerali e calcio, ideale per lavare le lane. L’obiettivo dell’azienda è quello di proseguire la tradizione di famiglia in modo autonomo e indipendente, producendo tessuti innovativi e di grande qualità, seguendo però il solco della storica tradizione biellese. Grazie al nome ben noto nel territorio, il successo non tarda ad arrivare, e già dopo pochi anni la fabbrica viene ampliata con macchinari più moderni per filare e tessere, oltre che con saloni che sfruttano la prima illuminazione elettrica.
Agli inizi del Novecento la produzione annua ammonta a 10.000 pezze di tessuti fini pettinati ed è in costante aumento. Nel 1915 la guida dell’azienda passa al figlio di Antonio, Silvio Cerruti, che dirige il Lanificio insieme allo zio Quintino, occupandosi soprattutto dello sviluppo delle nuove collezioni e della qualità delle materie prime. Con lo scoppio della Prima Guerra Mondiale gli impianti aumentano la loro efficienza per garantire una maggiore produzione di panno grigio-verde destinata al Regio Esercito Italiano. Nel solo 1917 ne vengono prodotti 170.000 metri. Dal 1920 il lanificio si ingrandisce ulteriormente e, sotto l’impulso di Silvio, si apre al mercato estero, in particolare il Sud America e il Medio Oriente.

### Da Silvio a Nino Cerruti (1940 – 1962)
Sotto la guida di Silvio l’azienda si amplia ulteriormente e vengono modernizzati gli impianti di filatura, tessitura e tintoria. Nel 1945 lavorano presso il Lanificio F.lli Cerruti circa 700 addetti, con 140 telai e 7100 fusi per filare; sono cifre significative per l’epoca e per l’industria manifatturiera del territorio. Nello stesso anno Silvio Cerruti viene designato come Presidente dell’Associazione dell’Industria Laniera Italiana. È un periodo molto delicato, e tra i primi compiti Silvio affronta, con successo, il problema della determinazione delle quote di lana sucida per le diverse aziende. La risoluzione di questo problema porta gradualmente alla ripresa del settore laniero. Nello stesso periodo si dedica a una radicale ristrutturazione dei reparti produttivi strategici del Lanificio.
Nel 1950 Silvio muore prematuramente e l’azienda passa sotto la guida del figlio, l’allora ventenne Nino Cerruti, che interrompe gli studi per dedicarsi all’attività di famiglia, cercando costantemente l’innovazione e prestando grande attenzione alla moda e al design. Nel 1957 Nino decide di fare il grande salto nel mondo della moda maschile, fondando la Hitman, specializzata nella produzione di capi da uomo – cappotti, pantaloni e giacche – e assumendo giovani stilisti emergenti, tra cui Giorgio Armani. L’azienda può contare su uno staff di circa 350 dipendenti, e produce 120.000 capi all’anno; negli anni Sessanta oltre metà della produzione è destinato all’estero.

### Le boutique e l’alta moda (1963 – 2001)
Nel 1963 la Hitman lancia Flying Cross, la prima linea sartoriale di prêt-à-porter maschile di lusso, ideata dal sarto e stilista Osvaldo Testa. In questo periodo il brand sviluppa la distintiva anima anglo-napoletana che sarà sua caratteristica, combinando la tradizione sartoriale napoletana con il gusto anglosassone per i tessuti pregiati e di alta qualità. Nel 1967 Nino lancia a Parigi Cerruti 1881, il proprio marchio prêt-à-porter maschile di alta qualità; è il primo stilista italiano a farlo. L’anno successivo, il 1968, la maison tiene la sua prima sfilata, e lo stilista inizia a essere riconosciuto come l’ideatore dello stile Casual Chic, moda glamour e lussuosa, ma non eccessivamente formale, che si diffonde sempre più conquistando i mercati. La sfilata è rivoluzionaria: modelli e modelle sfilano con gli stessi abiti.
Il marchio, insieme al suo ideatore, acquista fama mondiale. A testimonianza della versatilità e della creatività dello stilista, nel 1978 viene lanciato anche il primo profumo Nino Cerruti, che prende semplicemente il nome dell’ormai celebre “Signor Nino”. Nel 1982 il brand inizia ad affermarsi anche all’interno del vastissimo – e in parte ancora inesplorato – mercato cinese.
Nino diventa, negli anni Ottanta, lo stilista preferito delle star del cinema, soprattutto per eventi di risonanza globale come il Festival del Cinema di Cannes o la cerimonia di premiazione degli Oscar. Gli abiti Cerruti vestono le star anche in moltissimi film; il primo sarà Michael Douglas, nel 1985. Contemporaneamente il brand inizia ad affermarsi anche come marchio di capi di grande qualità per sportivi, in particolare tennisti, sciatori e team di Formula 1 come la Ferrari. Nel 1994, infatti, diventa designer unico della squadra del Cavallino, aumentando ulteriormente la propria popolarità.
Grazie alla fama acquisita nel tempo, il brand apre nuovi negozi in Cina, Hong Kong, Indonesia e Thailandia, a testimonianza della sempre maggior espansione nei mercati esteri, e in particolare asiatici.

### Oltre la moda (2001 – 2017)
Nel 2001 Nino Cerruti cede il settore moda del marchio per dedicarsi interamente al Lanificio. Nel 2005 decide di entrare nel settore dell’interior design acquisendo Baleri Italia, azienda milanese leader di settore fondata nel 1984 da Enrico Baleri. Nel 2009, dalla collaborazione creativa tra i due brand, nasce Cerruti Baleri.
Nel frattempo, nel 2006 viene inaugurato il nuovo centro direzionale del Lanificio disegnato dal celebre architetto e designer Vico Magistretti; è l’ultimo progetto di una lunga e famosa carriera.

### Il presente (2018 - )
Nel luglio del 2018 il fondo anglo-londinese Njord Partner, con sede a Londra, acquisisce l’80% del Lanificio, mentre il restante 20% rimane alla famiglia Cerruti. Paolo Torello Viera viene nominato Amministratore Delegato del Lanificio F.lli Cerruti 1881, mentre Nino Cerruti assume il titolo di Presidente. L’obiettivo dell’acquisizione è stato quello di sviluppare le potenzialità del marchio con una rinnovata attenzione alla sostenibilità – economica e ambientale. Come ha dichiarato lo stesso stilista: «C'era l'esigenza di dare nuova forza al gruppo, salvaguardandone i due DNA distintivi, che sono la qualità e l'innovazione».
Nel 2019, il Lanificio realizza ancora il 100% dei propri tessuti nella sede di Biella.
Nel 2022 il Gruppo Piacenza S.p.a. rileva il 100% della società.

## Collezioni
Il Lanificio F.lli Cerruti 1881 lavora le diverse materie prime – come lane australiane, cashmere mongolo, cotone, lino, canapa e alcune fibre sintetiche – proponendo collezioni di tessuti sempre più gender-fluid, per il settore dell’alta moda e della sartoria di eccellenza, con riflessi anche nei tessuti sportivi e casual. Al 2020 la collezione è divisa in tre linee: Main, ITravel e Flow.
La linea ITravel è dedicata ai tessuti da viaggio, sia business che più informali, che si caratterizzano per trattamenti antipiega specifici e tecniche di finissaggio che rendono i colori brillanti e resistenti.
La linea Flow, presentata a Milano Unica 2020, è pensata per superare i confini di genere e delle occasioni d’uso grazie a soluzioni genderless di grande versatilità e comfort.
La linea Main è composta da diverse linee di tessuti dedicate a un’eleganza più formale, fatta di fantasie e pesi tipici del guardaroba business-oriented. Le linee principali sono:
- Caravelle, una linea per chi ama un tocco confortevole e moderno.
- iParty, tessuti pensati specificamente per vestire le occasioni e gli eventi speciali.
- Nobility, ottenuto dalla lavorazione della lana di pecore australiane.
- Prestige, di estrema finezza, per esaltare abiti comodi e da viaggio.
- Cashmere, una proposta di lusso in diverse varianti e tonalità, con materie prime di qualità, come il cashmere mongolo.
- Oxygen, tessuto in lana di pecora australiana per giacche sartoriali e capi sfoderati.
- Superissimo, l’iconico tessuto maschile, lanciato nel 1989 e di cui sono stati prodotti oltre 5 milioni di metri.
- Winterissimo, linea dedicata alle flanelle reinterpretate in modo versatile e dinamico.

Tra gli altri tessuti di sartoria si trovano linee come Preziosi, con tessuti realizzati con composizioni di vigogna in vari pesi, oppure Alpaca, un tessuto ottenuto dall’alpaca suti raffinato e prezioso. Mohair è pensato per abiti da giorno di grande vestibilità. Nino Cerruti ne apprese la lavorazione, tipica inglese, visitando l’Inghilterra nel secondo dopoguerra. Prestige, di estrema finezza, è invece ideato per esaltare abiti comodi e da viaggio.

## Cerruti nella cultura

### Il cinema
Dagli anni Ottanta in poi il brand Cerruti 1881 ha vestito numerose star del cinema in occasioni di premi e cerimonie. Già dagli anni Settanta, però, il brand ha vestito i protagonisti di numerosi film europei come La Diagonale Du Fou, Mr. Klein, Le Magnifique, L'Héritier, Borsalino, Combat de Fauves, Il Danno, Julia and Julia con Kathleen Turner, Tre vite e una sola morte.
Dal 1984 ha poi contribuito a vestire anche i protagonisti di diversi film di Hollywood, come:
- Miami Vice (1984-1989), serie televisiva;
- Il gioiello del Nilo (1986) con Michael Douglas;
- Baby Boom (1987) con Diane Keaton;
- Le streghe di Eastwick (1987) con Jack Nicholson;
- Wall Street (1987) con Michael Douglas;
- Chi protegge il testimone (1987);
- Big (1988) con Tom Hanks;
- Attrazione fatale (1988) con Michael Douglas;
- La guerra dei Roses (1988) con Michael Douglas;
- Il mistero Von Bulow (1990) con Jeremy Irons;
- Pretty Woman (1990) con Richard Gere e Julia Roberts;
- Die Hard 2 (1990) con Bruce Willis;
- Il silenzio degli innocenti (1991) con Scott Glenn;
- Luna di fiele (1992) con Michael Douglas;
- Basic Instinct (1992) con Michael Douglas;
- Tutta colpa del fattorino (1992);
- Sliver (1993) con Sharon Stone;
- Philadelphia (1993) con Tom Hanks e Denzel Washington;
- Proposta indecente (1993) con Robert Redford;
- Nel centro del mirino (1993) con Clint Eastwood;
- Prêt-à-Porter (1994) con Marcello Mastroianni;
- Sotto il segno del pericolo (1994) con Harrison Ford;
- Die Hard - Duri a morire (1995) con Bruce Willis;
- Mars Attacks! (1996) con Jack Nicholson;
- Qualcosa è cambiato (1997) con Jack Nicholson;
- Air Force One (1997) con Harrison Ford;
- Bugie, baci, bambole & bastardi (1998) con Sean Penn;
- American Psycho (2000) con Christian Bale;

Nel 1998 Nino Cerruti compare nel ruolo di se stesso in una scena del film Il genio (Holy Man) con Eddie Murphy, dove chiacchiera con il protagonista durante un viaggio in aereo.

### Lo sport
Dagli anni Ottanta il brand Cerruti ha vestito numerosi sportivi di tutto il mondo, soprattutto tennisti e sciatori, con divise sportive divise formali o per il tempo libero.
- Ingemar Stenmark, uno dei più grandi sciatori di tutti i tempi, ottiene numerose vittorie indossando una tuta da sci Cerruti 1881. Una partnership celebrata anche in un francobollo commemorativo.
- I tennisti Mats Wilander e Jimmy Connors indossano abbigliamento Cerruti 1881. Il tennista statunitense riteneva il brand un vero portafortuna.[10]
- Jean Pierre Papin, calciatore Pallone d’oro 1991, sceglie di vestire Cerruti 1881.
- Dal 1981 al 1983 Cerruti sbarca addirittura nel basket firmando le divise da gioco del Auxilium Pallacanestro Torino, calcando anche le scene Europee.
- Nel 1994 il brand Cerruti 1881 veste il team Ferrari di Formula 1 creando un sodalizio unico tra il motorsport e il mondo dell’alta moda. Nel tempo libero scelgono il marchio anche campioni come Jean Alesi, Gerhard Berger, Jacques Villeneuve e Michael Schumacher.
- Nel 2016 i tessuti del lanificio vestono la nazionale di calcio portoghese nell’anno in cui il Portogallo vince per la prima volta il Campionato Europeo. A luglio, in occasione della fiera Milano Unica, viene esposto l’abito di Cristiano Ronaldo, giocatore più rappresentativo della nazionale.

### L'arte e l'alta cucina
Nel 1985 Cerruti collabora alla realizzazione della copertura del Pont-Neuf a Parigi, l’installazione artistica realizzata da Christo e Jeanne-Claude. A supportare il montaggio dell’opera furono chiamate le guide alpine di Chamonix, che lavorarono indossando magliette e divise del Lanificio Cerruti 1881.
Nel gennaio 2019, in collaborazione con Filrus, i tessuti Cerruti hanno vestito Team Italia, capitanato dallo chef Enrico Crippa, al Bocuse d’Or, il campionato mondiale di cucina.

## Collaborazioni
Il Lanificio F.lli Cerruti collabora con giovani stilisti emergenti che in varie occasioni (come la fiera Milano Unica o gli eventi presso Cittadellarte di Biella) propongono interpretazioni uniche e personali dei tessuti del lanificio. Tra i diversi, giovani stilisti ci sono:
- Tiziano Guardini
- Flavia La Rocca
- Silvia Giovanardi
- Il brand sino-canadese PCYCL